# Material de referencia certificado
Los materiales de referencia certificados (MRCs o CRMs por su siglas en inglés) son controles o patrones utilizados para comprobar la calidad y la trazabilidad de los productos de metrología, para validar los métodos de medición analíticos, o para la calibración de los instrumentos. Un material de referencia certificado es un patrón de referencia para una unidad de medida. Es un artefacto que ofrece un valor de referencia para la calibración de una técnica analítica instrumental dada. Un material de referencia certificado es una forma particular de estándar de medición.
Puesto que la mayoría de la instrumentación analítica es comparativa, ya que casi no se usan métodos absolutos (cuantitativos) de análisis como la gravimetría o la culombimetría, se requiere una muestra de composición conocida (material de referencia) para una calibración precisa. Estos materiales de referencia son producidos bajo estrictos procedimientos de fabricación y se diferencian de los reactivos de laboratorio por su certificación y trazabilidad de los datos proporcionados. Los materiales de referencia son particularmente importantes para la química analítica y análisis clínicos.
Mientras que los materiales de referencia certificados son los preferidos, su disponibilidad es limitada.
Los sistemas de gestión de calidad que involucran acreditación de laboratorio bajo estándares de acreditación/certificación nacionales e internacionales como ISO/IEC 17025 requieren trazabilidad metrológica con materiales de referencia certificados (donde sea posible) cuando se usan materiales de referencia para la calibración.

## Tipos de materiales de referencia
ILAC (Cooperación de Acreditación de Laboratorios Internacional, de sus siglas en inglés) describe los siguientes cinco tipos de material de referencia:
1. Sustancias puras; Sustancias químicas esencialmente puras, caracterizadas por su pureza química y/o trazas de impurezas.
2. Soluciones estándar y mezclas de gases, a menudo preparadas gravimétricamente a partir de sustancias puras.
3. Materiales de referencia matriciales, caracterizados por la composición de componentes químicos principales, menores o trazas especificados. Dichos materiales pueden prepararse a partir de matrices que contienen los componentes de interés, o preparando mezclas sintéticas.
4. Materiales de referencia fisicoquímicos, caracterizados por propiedades como el punto de fusión, la viscosidad o la densidad óptica.
5. Objetos de referencia o artefactos, caracterizados por propiedades funcionales como sabor, olor, número de octano, punto de inflamación y dureza. Este tipo también incluye muestras de microscopía caracterizadas por propiedades que van desde el tipo de fibra hasta muestras microbiológicas.